# Колесов Лог
Коле́сов Лог (рос. Колесов Лог) — присілок у складі Нікольського району Вологодської області, Росія. Входить до складу Нікольського сільського поселення.

## Населення
Населення — 7 осіб (2010; 21 у 2002).
Національний склад (станом на 2002 рік):
- росіяни — 100 %